# عليه العوض (فلم)
عليه العوض فيلم مصري من إنتاج عام 2003.

## قصة الفيلم
عوض يعمل حانوتي، وعندما يبحث عن وسيلة يؤمن بها مستقبله، لا يجد سوى مجال الاستثمار في بناء المدافن السياحية، فهو يمتلك قطعة أرض ورثها عن والده ويريد دعما من البنك ليخرج المشروع إلى النور، فرحانة تعمل ندابة وتحب عوض الحانوتي، أم فرحانة لا توافق على هذا الزواج، وبعد وفاتها يتزوج عوض من فرحانة، ويبدآن حياتها في تحقيق حلم عوض، يسافر عوض إلى الخارج، أما فرحانة فتعمل ندابة أحيانا وراقصة أحيانا أخرى، يتقدم عوض للبنك ليحصل على القرض، إلا أن سيدة ثرية تستولي على قيمة القرض، ويخسر عوض تحويشة العمر، إلا أنها يقرران في النهاية الاستمرار في تحقيق حلمهما.

## بطولة
- إلهام شاهين
- فاروق الفيشاوي
- صفاء جلال
- يوسف داود
- علية الجباس
- فؤاد برهام
- رمسيس
- يسري العشماوي
- أحمد أبو عبية
- هانم محمد
- عبد الجواد متولي
- مدحت السباعي

## فريق العمل
- إخراج: علي عبد الخالق
- إنتاج: اتحاد الإذاعة والتلفزيون المصري
- توزيع: اتحاد الإذاعة والتلفزيون المصري
- تأليف: إبراهيم مسعود
- مونتاج: حسين عفيفي
- موسيقى تصويرية: هاني مهنا
- مدير التصوير: محسن أحمد

## وصلات خارجية
- مقالات تستعمل روابط فنية بلا صلة مع ويكي بيانات